# 琳赛·约翰逊
琳赛·约翰逊（英語：Lindsay Johnson，1980年5月8日—），生于哈特爾浦，英国前女子足球运动员，场上位置是后卫。她曾代表英格兰代表队参加2007年国际足联女子世界杯。